# Slum

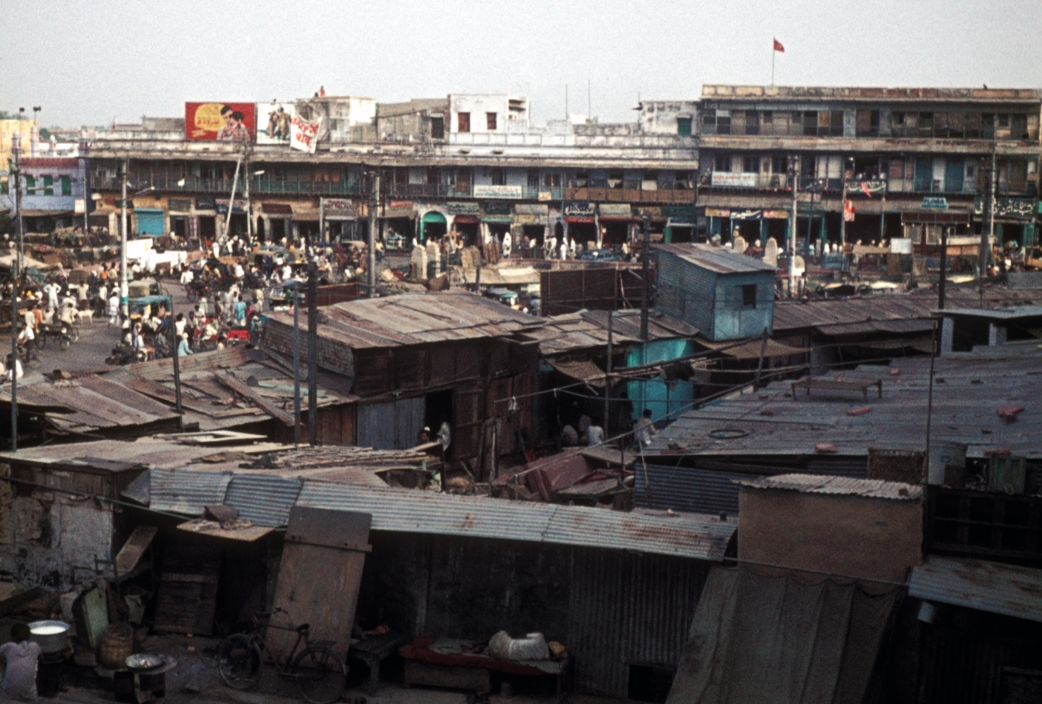
Slumområde i Delhi i Indien 1973.

Slum, eller slumområde, avser stadsdelar eller förorter, ofta i anslutning till miljonstäder i u-länder, som kännetecknas av fattigdom och undermåliga bostäder. Ofta återfinns där också stora hälso- och sanitetsproblem samt utbredd kriminalitet.

## Förslumning
Förslumning inträder när ett tidigare välmående område omvandlas i socioekonomiskt negativ riktning, genom ökad fattigdom, brottslighet etc. Processen kan bero på olika samverkande faktorer, exempelvis ändring av transportleder, ekonomisk lågkonjunktur, tilltagande korruption, rationalisering eller nedläggning av industrier. Motsatsen till förslumning kallas gentrifiering.

## Stora slumområden
- Dharavi
- Kibera